# تیموتی تافلیب
تیموتی تافلیب (انگلیسی: Timothée Taufflieb؛ زادهٔ ۱ دسامبر ۱۹۹۲) بازیکن فوتبال اهل فرانسه است.
از باشگاه‌هایی که در آن بازی کرده‌است می‌توان به باشگاه فوتبال پاری سن ژرمن اشاره کرد.